# Moviefone
Moviefone é um serviço de informações e informações sobre filmes americano. Os espectadores podem obter horários de exibição locais, informações sobre teatro, resenhas de filmes ou ingressos antecipados. O serviço é de propriedade da Helios and Matheson Analytics.

## História
Em 1989, Russ Leatherman, Rob Gukeisen, Andrew Jarecki, Pat Cardamone e Adam Slutsky lançaram o serviço de telefone interativo, com serviço inicial em Nova Iorque e Los Angeles.[carece de fontes?] Russ Leatherman deu a voz de "Mr. Moviefone" para o serviço telefônico automatizado.[carece de fontes?] Depois de ganhar popularidade, mais tarde expandiu através dos Estados Unidos e, eventualmente, adotou uma presença on-line como Moviefone.com.
Em 1999, a AOL comprou a Moviefone por 388 milhões de dólares. A aquisição foi concluída em 21 de maio de 1999.
Em 2001, a Moviefone firmou uma parceria com o MovieTickets.com, que reticulou suas ofertas de ingressos; em 2004, o braço on-line da Moviefone foi adquirido imediatamente pelo MovieTickets.com. No entanto, em 2012, a Moviefone anunciou uma parceria com o rival do MovieTickets.com, Fandango.
Em 23 de fevereiro de 2014, foi relatado que a Moviefone encerraria seu serviço de chamada e seu número de telefone "777-FILM", mas manteria seus serviços de aplicativos móveis.
Em 5 de maio de 2014, o Moviefone foi relançado com uma nova aparência, uma expansão no conteúdo de TV e uma ferramenta de pesquisa abrangente que permite aos usuários encontrar teatros, canais e serviços de streaming oferecendo filmes e programas de televisão.
Em 5 de abril de 2018, Helios and Matheson Analytics Inc., proprietária majoritária do serviço de bilheteria de filmes MoviePass, anunciaram a aquisição da Moviefone da Oath Inc. por 1 milhão de dólares em dinheiro e 8 milhões de dólares em ações.